# Bat Masterson (série télévisée)
Pour les articles homonymes, voir Masterson.
Bat Masterson est une série télévisée américaine en 108 épisodes de 30 minutes, en noir en blanc, diffusée entre le 8 octobre 1958 et le 1er juin 1961 sur le réseau NBC.
Cette série est inédite dans tous les pays francophones.

## Synopsis
Cette série met en scène la vie de Bat Masterson, figure légendaire de l'Ouest américain.

## Distribution
- Gene Barry : William Barclay « Bat » Masterson

### Invités
- George Kennedy : Shérif Zeke Armitage
- Robert Conrad : Juanito, un guerrier indien (épisode "A bullet from Broken Bow")
- Allison Hayes : Ellie Winters (7 épisodes)

## Commentaires
Cette série brosse le portrait d'un Bat Masterson toujours impeccablement vêtu, plus habitué à frapper ses ennemis avec sa canne en argent plutôt qu'à les tuer à coups de pistolet. Elle eut néanmoins un certain succès et de nombreuses cannes en plastique furent vendues comme jouets pour les enfants.
Une adaptation en comics fut publiée à partir de 1959 par Dell Comics.